# HIST1H1T
HIST1H1T‏ (Histone cluster 1 H1 family member t) هوَ بروتين يُشَفر بواسطة جين HIST1H1T في الإنسان.